# Halcyon gularis
Halcyon gularis là một loài chim trong họ Alcedinidae.